# Shreeram Lagoo
Shreeram Lagoo (16 novembre 1927 – Pune, 17 dicembre 2019) è stato un attore indiano.

## Filmografia parziale
- Gharonda, regia di Bhimsai (1977)
- Do Aur Do Paanch, regia di Rakesh Kumar (1980)
- Gandhi, regia di Richard Attenborough (1982)
- Ek Din Achanak, regia di Mrinal Sen (1989)

## Premi
- Padma Shri (1974)
- Filmfare Awards
  - 1978: "Best Supporting Actor"
- Sangeet Natak Academy Ratna Sadasya (2010)